# Unterschwelleneffekt
Der Unterschwelleneffekt (englisch subthreshold effect) beschreibt die Beobachtung an einem MOS-Feldeffekttransistor (MOSFET), dass auch ohne Inversionskanal unterhalb der Schwellspannung Uth ein kleiner Drainstrom fließen kann.
Dieser Strom wird auch Unterschwellenleckstrom (englisch subthreshold leakage current) genannt, was anzeigt, dass es sich hierbei um einen ungewollten Stromfluss in Kanalrichtung handelt, der zu einem Anstieg des Energieverbrauchs der integrierten Schaltungen führt (siehe auch allgemein Leckstrom).

## Der MOSFET in digitalen Schaltungen

Schematischer Aufbau eines lateralen n-Kanal-MOSFET in Planartechnik

Ein normaler MOS-Transistor (siehe Abbildung) besteht im Wesentlichen aus zwei Elektroden zur Kontaktierung des Halbleiters (drain und source) und einer zusätzlichen, elektrisch isolierten Steuerelektrode (gate). Liegen keine Spannungen an, befindet sich der Transistor im thermodynamischen Gleichgewicht und die Ladungsträger bewegen sich im Wesentlichen nur durch Diffusion; unter Diffusion versteht man einen physikalischen Ausgleichsprozess bei dem insgesamt ein Teilchenfluss von einer hohen zu einer schwachen Konzentration, einzelne Teilchen können sich aber auch entgegen bewegen. Eine weitere Ursache für den Teilchentransport bildet die thermionische Emission. Ausgehend von einem selbstsperrenden n-Kanal-MOSFET fließt so im Idealfall kein Strom zwischen Drain und Source solange die Gate-Source-Spannung {\displaystyle U_{\mathrm {gs} }} geringer ist als die Schwellspannung {\displaystyle U_{\mathrm {th} }}. Bei Erhöhung der Gate-Source-Spannung (es gilt {\displaystyle U_{\mathrm {gs} }<U_{\mathrm {th} }}) sammeln sich immer mehr Elektronen an der Grenzfläche von Gate-Isolator und Halbleiter (zwischen Drain und Source), bis es zur Inversion und somit zur Ausbildung eines leitfähigen Kanals kommt.
In digitalen Schaltungen gibt es nur die beiden logischen Signale '0' und '1', welche über die Spannungslevel GND (=0 V) und VDD (Betriebsspannung) repräsentiert werden. Somit existieren in idealen digitalen Schaltungen nur zwei Zustände für die MOS-Transistoren:
1. Der MOS-Transistor ist gesperrt, d. h., es existiert kein Kanal zwischen Drain und Source und somit ist auch kein Stromfluss zwischen Drain und Source möglich
2. Der MOS-Transistor ist leitend, d. h., es existiert ein Kanal zwischen Drain und Source und somit ist auch ein Stromfluss zwischen Drain und Source möglich.

## Bereich der schwacher Inversion in analogen MOS-Schaltungen
In analogen Schaltungen kann die Gate-Source-Spannung {\displaystyle U_{\mathrm {gs} }} auch Werte zwischen GND und VDD einnehmen. Der Spannungsbereich, in dem sich die Gate-Source-Spannung zwischen Flachbandspannung und Schwellspannung befindet, wird als Unterschwellenbereich (auch Subthreshold-Region, engl. subthreshold region) bezeichnet. In diesem Bereich befindet sich das Gebiet zwischen Drain und Source in sogenannter schwacher Inversion (engl. weak inversion) und es liegt eine geringe Anzahl an freien Ladungsträgern vor. Im Unterschwellenbereich bewegen sich die Ladungsträger hauptsächlich durch Diffusion anstatt durch eine Source-Drain-Spannung hervorgerufene Driftbewegung. In analogen Schaltungen wird dieser Source-Drain-Strom auch als Unterschwellenstrom (engl. subthreshold current, auch weak inversion current) bezeichnet. Dies zeigt, dass er im Gegensatz zu digitalen Schaltungen meistens erwünscht ist. Ferner kann in diesem Bereich der Source-Drain-Strom näherungsweise wie der Kollektorstrom eines Bipolartransistors mit homogen dotierter Basis berechnet werden. Der vorhandene Schichtaufbau (Source, Substrat, Drain) wirkt quasi wie ein npn-Bipolartransistor. Man erhält einen exponentiellen Zusammenhang zwischen Drain-Strom {\displaystyle I_{D}} und Gate-Source-Spannung (unterhalb der Schwellspannung):
{\displaystyle I_{D}\sim \mathrm {e} ^{\frac {q(V_{\text{gs}}-V_{\text{th}})}{k_{B}T}}}
Der Unterschwellenbereich von MOSFETs ist aus diesem Grund teilweise wichtig für analoge Schaltungen, die mit niedriger Spannung bzw. geringer Leistung funktionieren.
In den letzten Jahren wird diese Technik zunehmend auch für Digitalschaltungen eingesetzt. Ziele sind hier entweder sehr geringe Leistungsaufnahme (z. B. Funkknoten für Sensornetzwerke) oder hohe Performance durch die zum Teil sehr kleinen erreichbaren Verzögerungszeiten. Herausforderungen beim Entwurf sind hier vor allem die starken Einflüsse von Fertigungsschwankungen und die stark nichtlinearen Abhängigkeiten von Zell-Verzögerungszeit und -Leistungsaufnahme von Eingangs-Signalanstieg und Lastkapazität.

## Bedeutung bei fortschreitender Miniaturisierung
Eine charakteristische Größe eines MOS-Feldeffekttransistor ist die Länge des Gates. Es gilt, dass in digitalen Schaltungen, die in MOS-Technologien mit Gate-Längen größer als 0,25 µm realisiert wurden, so gut wie kein Unterschwellenleckstrom auftritt. Ist die Gate-Länge geringer, steigt der Unterschwellenleckstrom jedoch exponentiell an. Dieser ungewollte Stromfluss führt zu einem Anstieg des Energieverbrauchs der integrierten Schaltungen. Studien sagen voraus, dass in aktuellen und zukünftigen Prozessoren die Leckströme bis zur Hälfte des Gesamtenergieverbrauchs verursachen.
Mit abnehmender Strukturgröße der MOS-Transistoren wird auch die Betriebsspannung reduziert. Dies basiert auf dem großen Einfluss der Betriebsspannung auf den Energieverbrauch der integrierten Schaltungen. Dies verringert jedoch die Schaltgeschwindigkeit der MOS-Transistoren und damit die Performance der integrierten Schaltungen. Um diesem Trend entgegenzuwirken, wird gleichzeitig auch die Schwellspannung {\displaystyle U_{\mathrm {th} }} reduziert. Das führt jedoch dazu, dass die MOS-Transistoren mit Hilfe der digitalen Signale GND (NMOS-Transistor) bzw. VDD (PMOS-Transistor) nicht mehr vollständig gesperrt werden können. Das Gebiet zwischen Drain und Source befindet sich in diesem Fall in schwacher Inversion und durch das Anlegen eines elektrischen Feldes (d. h., die Drain-Source-Spannung {\displaystyle U_{\mathrm {ds} }} ist größer als 0 V) kommt es zwischen Drain und Source zu einem Diffusionsstrom. Zusätzlich steigt auch der Einfluss der thermionischen Emission. Der aus diesen Effekten resultierenden Stromfluss wird bei digitalen Schaltungen als Unterschwellenleckstrom (engl. subthreshold leakage current) {\displaystyle I_{\mathrm {sub} }} bezeichnet.
Einen wesentlichen Einfluss auf den Unterschwellenleckstrom hat die Schwellspannung {\displaystyle U_{\mathrm {th} }}. Je geringer diese ist, umso größer ist die Anzahl freier Ladungsträger innerhalb der schwachen Inversionsschicht. Dies führt zu einem exponentiell Anstieg des Diffusionsstrom, vergleichbar mit dem Stromfluss einer in Durchlassrichtung vorgespannten Diode. Daher ist die Berechnung des Drainstroms mit den üblichen Gleichungen im Abschnürbereich nicht mehr korrekt.
{\displaystyle I_{\text{sub}}} kann bestimmt werden mit:
{\displaystyle I_{\text{sub}}=k\,{\frac {W_{\text{eff}}}{L_{\text{eff}}}}\,\left(1-\mathrm {e} ^{-{\frac {V_{\mathrm {ds} }}{\phi _{\mathrm {T} }}}}\right)\,\mathrm {e} ^{\frac {V_{\text{gs}}-V_{\text{th}}}{\phi _{\mathrm {T} }\,s_{\text{th}}}}}
mit
{\displaystyle k=\mu _{0}\,\phi _{\mathrm {T} }^{2}\,{\sqrt {\frac {N_{\mathrm {D} }q\,\varepsilon _{\mathrm {Si} }}{2\phi _{\text{sub}}}}}}
und der Temperaturspannung
{\displaystyle \phi _{\mathrm {T} }={\frac {k_{\mathrm {B} }\,T}{q}}}
Bedeutung der Formelzeichen:
- {\displaystyle \mu _{0}} … Ladungsträgermobilität
- {\displaystyle W_{\text{eff}}} … effektive Gate-Breite
- {\displaystyle L_{\text{eff}}} … effektive Gate-Länge
- {\displaystyle N_{\mathrm {D} }} … Dotierung im Kanalgebiet
- {\displaystyle q} … Elementarladung bzw. Ladung der Ladungsträger (1,602·10−19 C)
- {\displaystyle \varepsilon _{\mathrm {Si} }} … Dielektrizitätszahl des Siliziums
- {\displaystyle \phi _{\text{sub}}} … Oberflächenpotential des Substrats
- {\displaystyle k_{\mathrm {B} }} … Boltzmann-Konstante (1,381·10−23 J/K)
- {\displaystyle T} … Temperatur
- {\displaystyle s_{\mathrm {th} }} … Unterschwellenhub (engl. subthreshold swing)

Die effektive Gate-Länge {\displaystyle L_{\mathrm {eff} }} sowie die effektive Gate-Breite {\displaystyle W_{\mathrm {eff} }} sind geringer als die physikalischen Abmessungen des Transistors. Die Verringerung beruht auf den so genannten Kurzkanaleffekten, welche in MOS-Technologien mit Gate-Längen {\displaystyle L} unterhalb 0,25 μm auftreten.
Die Drainstrom-Gatespannung-Kennlinie bei festen Drain-, Source- und Bulk-Spannungen entspricht näherungsweise einem logarithmisch linearen Verhalten. Die Steilheit, das heißt der Anstieg der Geraden bei logarithmischer Drainstromskalierung, ist die Unterschwellensteilheit (engl. subthreshold slope).
Die Unterschwellensteilheit ist daher das Reziproke des Unterschwellenhubs (engl. subthreshold swing, Ss-th), der sich berechnet als:
{\displaystyle S_{\text{s-th}}=\ln(10){\frac {kT}{q}}\left(1+{\frac {C_{d}}{C_{\text{ox}}}}\right)}
mit der Kapazität der Verarmungszone {\displaystyle C_{\mathrm {d} }}, der Gate-Oxid-Kapazität {\displaystyle C_{\mathrm {ox} }} und der Temperaturspannung {\displaystyle {\frac {kT}{q}}}.
Der kleine Unterschwellenhub eines konventionellen Transistors kann unter den Bedingungen {\displaystyle C_{\mathrm {d} }\rightarrow 0} und/oder {\displaystyle C_{\mathrm {ox} }\rightarrow \infty } gefunden werden. Es ergibt sich {\displaystyle S_{\text{s-th, min}}=\ln(10){\frac {kT}{q}}}(auch bezeichnet als thermionische Grenze) und entspricht bei Raumtemperatur ungefähr 60 Millivolt pro Dekade (eine Gate-Spannungsänderung um den Faktor 10).
Ein typischer Wert für die Unterschwellsteilheit eines verkleinerten MOSFETs bei Raumtemperatur ist ca. 70 Millivolt pro Dekade, also etwas geringer aufgrund von Kurzkanaleffekten.
Ein Bauelement mit einer großen Unterschwellensteilheit weist einen schnelleren Übergang zwischen dem Aus-Zustand (niedriger Strom) und Ein-Zustand (hoher Strom) auf.